# Jan Novotný (výtvarník)
Jan Novotný (17. června 1929, Pustá Polom, Československo – 23. ledna 2005, Malá Skála, Česko) byl český sklářský výtvarník, malíř a učitel umění.

## Biografie
Narodil se v Pusté Polomi u Opavy a studoval na Střední uměleckoprůmyslové škole sklářské v Kamenickém Šenově a od roku 1952 na Vysoké škole uměleckoprůmyslové v Praze (VŠUP) v ateliéru prof. Josefa Kaplického. Od roku 1959 byl učitelem výtvarného umění na Střední škole uměleckého skla v Železném Brodě, kde působil třicet let.
V pozdních padesátých letech a během šedesátých let získal několik významných ocenění – Stříbrnou medaili na XI. Trienále Miláno či čestnou cenu na světové výstavě v Montrealu 1967. Se svou tvorbou se též zúčastnil výstavy českého skla na Expo 58 v Bruselu. Pravidelně se účastnil výstav československého skla po celém světě. V sedmdesátých a osmdesátých letech jeho práce byla negativně ovlivněna nepříznivým postojem vládnoucího komunistického režimu.
Doménou Jana Novotného je malované sklo, konkrétně vázy a vitráže. Ale v jeho práci používal i jiných technik, jako například lept, suchou jehlu, foukané sklo nebo rytiny. K jeho počinům patří i klasické obrazy, grafiky a kresby.
Většinu svého života žil a pracoval na Malé Skále v severovýchodních Čechách.